# Aviezri Fraenkel
Aviezri Siegmund Fraenkel (tiếng Hebrew: אביעזרי פרנקל) là nhà toán học người Israel, có những đóng góp đáng kể vào lý thuyết toán học tổ hợp về trò chơi (combinatorial game theory). Ông cũng nghiên cứu đào sâu độ phức tạp thuật toán như phương tiện quan trọng để giải các trò chơi.

## Cuộc đời và Sự nghiệp
Ông sinh tại München (Đức) năm 1929 nhưng sau đó ít lâu gia đình ông di chuyển sang Thụy Sĩ. Năm 1939 gia đình ông lại chuyển về cư ngụ ở Jerusalem.
Fraenkel đậu bằng tiến sĩ năm 1961 ở Đại học California tại Los Angeles.

## Giải thưởng
- Năm 2005 ông đoạt Huy chương Euler chung với Ralph Faudree
- Ngày 5.12.2006, ông đoạt "Huy chương WEIZAC" của IEEE vì là thành viên của đội đã làm ra WEIZAC[2], một trong các máy tính đầu tiên trên thế giới.